# Qeshlāq (ort i Kurdistan)
Qeshlāq (persiska: قشلاق, Qeshlāq-e Āqā Gūreh, قِشلاقِ آقا گورِه) är en ort i Iran.   Den ligger i provinsen Kurdistan, i den nordvästra delen av landet, 400 km väster om huvudstaden Teheran. Qeshlāq ligger 1 588 meter över havet och antalet invånare är 410.
Terrängen runt Qeshlāq är huvudsakligen kuperad. Qeshlāq ligger nere i en dal. Runt Qeshlāq är det ganska glesbefolkat, med 50 invånare per kvadratkilometer. Närmaste större samhälle är Şāḩeb, 18,2 km norr om Qeshlāq. Trakten runt Qeshlāq består i huvudsak av gräsmarker.